# Борле, Дилан
Ди́лан Борле́ (фр. Dylan Borlée; род. 20 сентября 1992, Волюве-Сен-Ламбер, Бельгия) — бельгийский легкоатлет, специализирующийся в беге на 400 метров. Двукратный чемпион мира в помещении, чемпион Европы и двукратный чемпион Европы в помещении в эстафете 4×400 метров.

## Биография
Дилан родился в городе Волюве-Сен-Ламбер в легкоатлетической семье. Его старшие братья Кевин и Джонатан, также специализирующиеся в беге на 400 метров, имеют несколько медалей с чемпионатов Европы как в эстафетном беге, так и в индивидуальных дисциплинах. Старшая сестра Оливия — олимпийская чемпионка 2008 года в эстафете 4×100 метров. Отец Жак Борле становился призёром чемпионата Европы в помещении на дистанции 200 метров (1983 год), а после окончания карьеры стал тренером своих детей.
Как самый младший в семье, Дилан последним начал добиваться крупных успехов. Впервые в составе сборной Бельгии он выступил в 2011 году на юниорском чемпионате Европы в Таллине. Он бежал заключительный этап в эстафете 4×400 метров и вместе с партнёрами по команде финишировал на 6-м месте.
Серьёзный прорыв в результатах произошёл в 2013 году. Дилан завоевал серебро на чемпионате Европы среди молодёжи в эстафете, а спустя несколько дней на чемпионате страны стал вторым с личным рекордом 45,80. Благодаря этому результату Дилан был включён в сборную страны на чемпионат мира в Москве. В эстафете 4×400 метров команда Бельгии, составленная из трёх братьев Борле и Уилла Овойе, пробилась в финал, где заняла высокое 5-е место с результатом 3.01,02.
2014 год стал не таким удачным во многом из-за травмы спины, которая была получена в начале июля на соревнованиях в Брюсселе. Дилан пропустил чемпионат Европы, а вместе с ним и остаток сезона. Восстановление прошло успешно, и зимой 2015 года он впервые стал чемпионом Бельгии в помещении на дистанции 400 метров. Последовавший чемпионат Европы стал для младшего Борле по-настоящему триумфальным. В беге на 400 метров он улучшил личный рекорд и в полуфинале, и в финале, и с результатом 46,25 завоевал серебро, уступив лишь безоговорочному фавориту Павлу Маслаку из Чехии. А выступление в эстафете 4×400 метров завершилось победой с новым рекордом Европы 3.02,87. За команду также бежали братья Кевин и Джонатан плюс Жюльен Ватрен. Аналогичным составом бельгийцы добились успеха и на следующем турнире в сезоне, чемпионате мира по эстафетам на Багамах — третье место с национальным рекордом 2.59,33.

## Основные результаты
| Год  | Турнир                          | Место проведения          | Дисциплина       | Место | Результат |
| ---- | ------------------------------- | ------------------------- | ---------------- | ----- | --------- |
| 2011 | Чемпионат Европы среди юниоров  | Таллин, Эстония           | эстафета 4×400 м | 6-е   | 3.10,89   |
| 2013 | Чемпионат Европы среди молодёжи | Тампере, Финляндия        | эстафета 4×400 м | 2-е   | 3.04,90   |
| 2013 | Чемпионат мира                  | Москва, Россия            | эстафета 4×400 м | 5-е   | 3.01,02   |
| 2014 | Чемпионат мира по эстафетам     | Нассау, Багамские острова | эстафета 4×400 м | 9-е   | 3.02,97   |
| 2015 | Чемпионат Европы в помещении    | Прага, Чехия              | 400 м            | 2-е   | 46,25     |
| 2015 | Чемпионат Европы в помещении    | Прага, Чехия              | эстафета 4×400 м | 1-е   | 3.02,87   |
| 2015 | Чемпионат мира по эстафетам     | Нассау, Багамские острова | эстафета 4×400 м | 3-е   | 2.59,33   |